# 台东区 (青岛市)

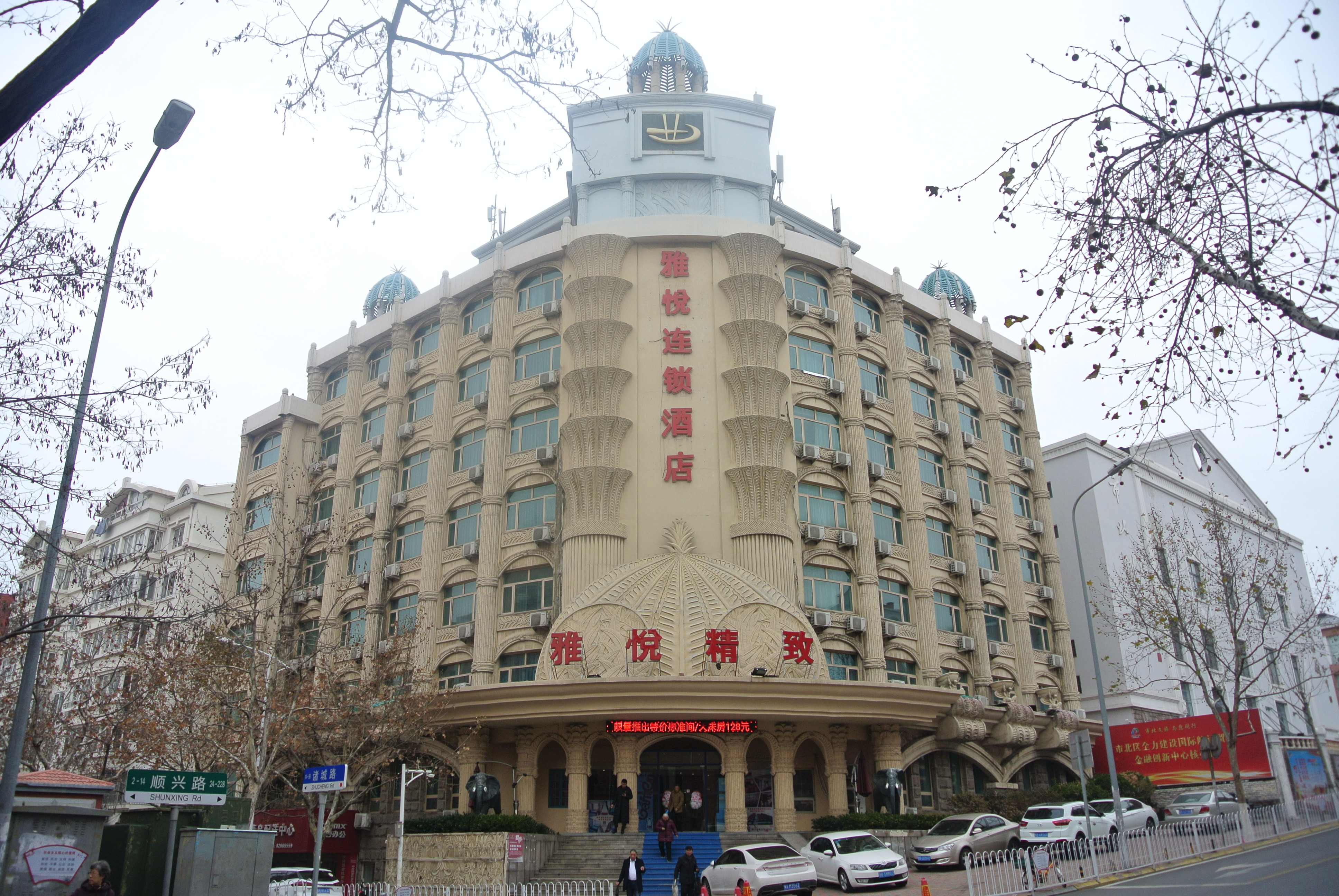
顺兴路24号原中共台东区委、台东区人民政府办公楼

台东区，中华人民共和国山东省青岛市原辖区，地名沿用自原区划台东镇。位于主城区西南部，西靠贮水山，南靠太平山，北滨海泊河，东部原为仲家洼。

## 历史沿革
- 1929年9月，青岛市政府划分行政区划，撤销台东镇，成立台东区。
- 1932年，青岛市政府实施地方自治，撤销台东区，成立第四区。
- 1935年5月，青岛市政府重划市乡区域并改定名称，撤销第四区，成立东镇区。
- 1938年1月，日占青岛特别市实行保甲制度，警察局管辖区为保甲行政区（东镇区维持不变）。
- 1946年，青岛市警察、保甲区划分离，二者分别设置台东区。
- 1949年，青岛市政府实行警保区划统一，台东区为统一区名。
- 1949年6月，共和国青岛市人民政府调整区划。其中台东区的区界为：西自昌乐路经华阳路至辽宁路交点；北至鄱阳路、蒙古路交点；西北自鄱阳路、蒙古路交点至胶济铁路及昌乐路交点处止；西南自辽宁路、华阳路交点起，沿松山路至广饶路及天台路交点；东自新民路南头至通化路、洮南路、和兴路交点处；东北自和兴路东头至海泊河崖，经海泊河崖至鄱阳路、蒙古路交点处；南自广饶路及天台路交点处，至天门路东头；东南至天门路、新民路交点。
- 1951年8月16日，经中央人民政府内务部批准，青岛市区调整区划。其中台东区的区界为：东至仲家洼3号炮台（现镇江路一带）；南至青岛山与贮水山、湛山的分水岭；西至昌乐路河，经青海路、临朐路、吉林路、泰山路、登州路至兴安路止；西北至胶州湾海岸；北至海泊河岸。
- 1982年3月，青岛市人民政府将市北区与台东区大连路至辽宁路段的区界进行调整。调整后的区界为：南起大连路、延安路路口，沿登州路北接泰山路南段，经松山路至辽宁路，以道路中心线为界。市北区原管辖的登州路41~51号单号，划归台东区登州路街道。台东区原管辖的泰山路133、135、143、145和松山路1~13号单号划归市北区黄台路和大港一路街道。
- 1994年4月23日，国务院批准撤销台东区的行政建制，其行政区域并入市北区。[1]